# 赵彝 (忻城伯)
趙彝（？—1426年），河南行省淮安路泗州虹縣（今安徽省泗縣）人，靖難之役人物、武官、忻城伯。
洪武年間，赵彝擔任燕山右衛百戶，之後跟從傅友德北征，鎮守宣府、萬全、懷來，后升任永平衛指揮僉事。靖難之役時，投降燕軍，并參與數次戰役有功，累升至都指揮使。明成祖即位后，封忻城伯，祿千石。永樂八年（1410年），鎮守宣府，跟從明成祖北伐。后因偷盜餉銀連坐下獄，之後釋放。之後以呂梁山洪暴發，命其鎮守徐州進行處理。之後因擅殺運丁、盜官糧等罪名，被督察御史李慶彈劾。三法司審查后，再次釋放。明仁宗即位后，召還。宣德初年，去世。傳伯爵至趙之龍。崇禎末年，趙之龍協助鎮守南京，清兵進攻江南時，趙之龍率眾投降。